# Juurikkajärvi (sjö i Tuusniemi, Norra Savolax)
Juurikkajärvi är en sjö i kommunen Tuusniemi i landskapet Norra Savolax i Finland. Arean är 26 hektar och strandlinjen är 5,38 kilometer lång.  Den  ingår i Vuoksens huvudavrinningsområde.  Sjön ligger omkring 40 kilometer öster om Kuopio och omkring 340 kilometer nordöst om Helsingfors. 
I sjön finns ön Kissasaari. 